# 福岡市道桜坂小笹線
福岡市道桜坂小笹線（ふくおかしどうさくらざかおざさせん）は、福岡県福岡市中央区にある城南線の桜坂駅前交差点から南へ向かって、同区の福岡市動植物園などを含む南公園の西側を通り抜け、筑肥新道を横断して、桧原比恵線に至る全長1,835.54 mの市道（幹線一級市町村道）である。福岡市を東西に走る主要な幹線道路のうち城南線と桧原比恵線とを中央区の丘陵地帯を南北に跨いで、道路のネットワークを形成する役割を担っている。この路線のうち小笹団地前交差点より南側は大休山通り（）の通称がある。

## 概要
福岡市道桜坂小笹線の区間や総延長については次の通り。
- 起点：福岡市中央区桜坂（）にある城南線の桜坂駅前交差点
- 終点：福岡市中央区小笹（）にある桧原比恵線（）の小笹交差点
- 総延長：1,835.54 メートル

道路の写真
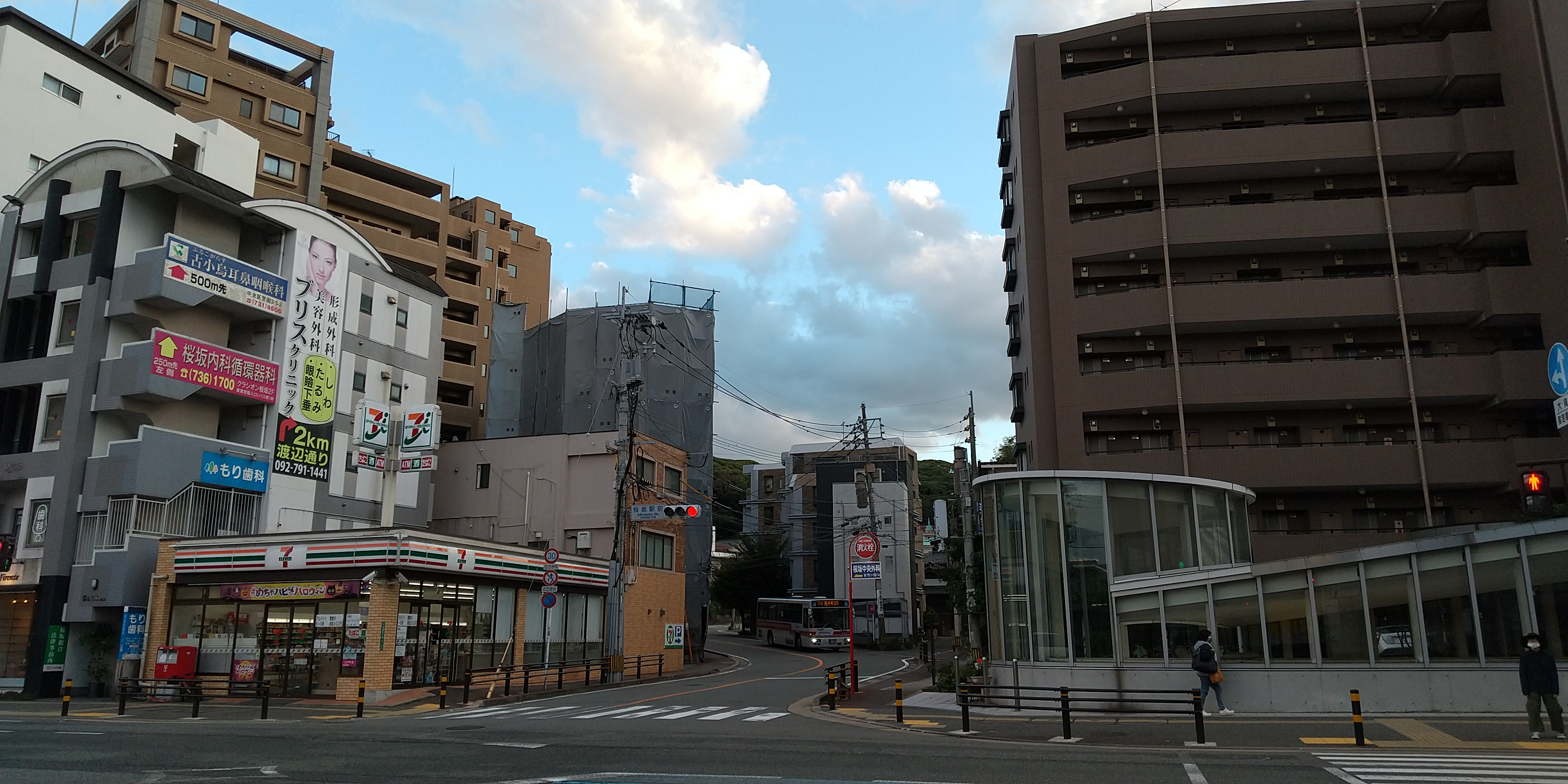
起点（桜坂駅前交差点）
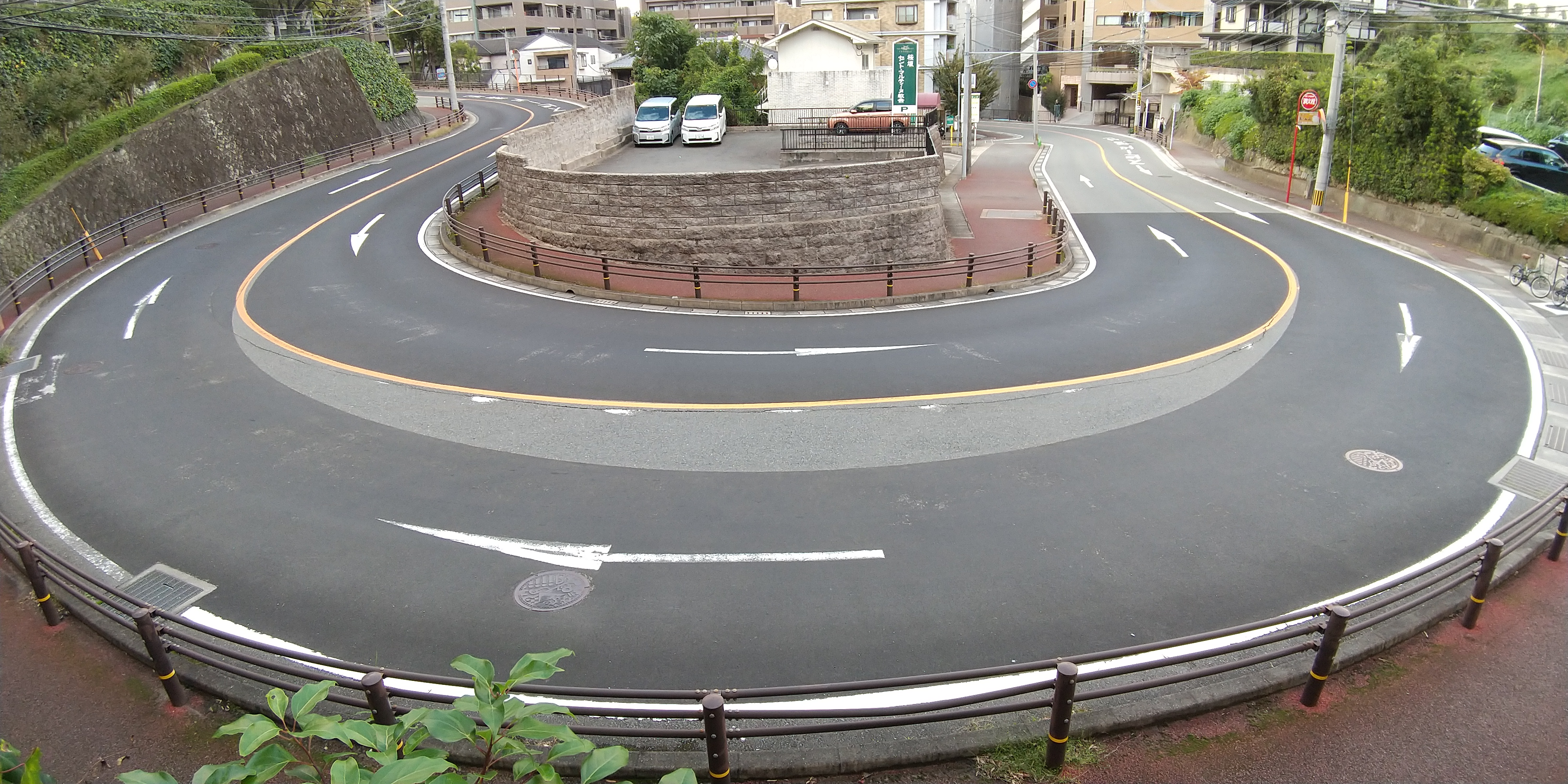
桜坂三丁目のつづら折り

## 地理

### 通過する地域
この路線が通過する地域（町丁）は次の通り。
- 福岡県福岡市中央区の次の町丁
  - 桜坂
  - 谷
  - 輝国
  - 小笹

### 標高
この路線は丘陵地帯を抜けるため、勾配がついており、各地点の標高は次の通りとなっている。
- 桜坂駅前交差点：11.4メートル
- 動物園西門前交差点：52.1メートル
- 上智福岡中学校・高等学校の正門前：50.2メートル
- 小笹団地前交差点：45.3メートル
- 小笹北交差点：12.7メートル
- 小笹交差点：12メートル

## 接続する主な通り
| 交差する道路                     | 市町村名 | 市町村名 | 交差する場所             | 交差する場所         |
| -------------------------------- | -------- | -------- | ------------------------ | -------------------- |
| 博多駅草ヶ江線（城南線）         | 福岡市   | 中央区   | 桜坂一丁目               | 桜坂駅前交差点、起点 |
| 福岡市道博多駅鳥飼線（筑肥新道） | 福岡市   | 中央区   | 小笹三丁目から五丁目まで | 小笹北交差点         |
| 福岡県道555号桧原比恵線          | 福岡市   | 中央区   | 小笹三丁目               | 小笹交差点、終点     |
| 福岡市道平尾別府線               | 福岡市   | 中央区   | 小笹三丁目               | 小笹交差点、終点     |

## 接続する主な施設
- 福岡市動植物園（南公園）[注釈 3]
- 南公園西展望台（輝国一丁目、写真1、写真2）
- 上智福岡中学校・高等学校（輝国一丁目）